# Жерар Мартін
Жера́р Марті́н Лангре́о (ісп. Gerard Martín Langreo; нар. 26 лютого 2002, Асплугас-да-Льобрегат) — іспанський футболіст, захисник клубу «Барселона», який виступає за резервну команду «Барселона Б».

## Клубна кар'єра
Виступав за молодіжну команду «Корнелья». 2023 року приєднався до резервної команди клубу «Барселона». 27 серпня 2023 року дебютував за «Барселона Атлетік» в матчі Прімери Федерасьйон проти «Логроньєса».
Влітку 2024 року переведений до першої команди клубу. 17 серпня 2024 року дебютував в основному складі «Барселони» в матчі Ла-Ліги проти «Валенсії», вийшовши на заміну травмованому Алехандро Бальде. 19 вересня в поєдинку Ліги чемпіонів УЄФА проти французького «Монако» дебютував у єврокубках.
12 січня 2025 року в складі «Барселони» став володарем Суперкубка Іспанії, здобувши свій перший трофей з клубом. 24 січня продовжив контракт з клубом до 2028 року. 2 березня 2025 року в матчі Ла-Ліги проти «Реал Сосьєдада» забив свій перший гол за «Барселону», а також у професіональній кар'єрі.  В сезоні 2024–25 допоміг команді оформити «золотий» дубль: виграти Ла-Лігу та Кубок Іспанії.

## Кар'єра в збірній
В березні 2025 року вперше викликаний в збірну Іспанії до 21 року для участі в товариських матчах проти збірних Чехії та Німеччини. 21 березня 2025 року в поєдинку з Чехією дебютував за молодіжну збірну Іспанії.
26 травня 2025 року вперше отримав виклик до збірної Каталонії головним тренером Жераром Лопесом для участі в товариському матчі проти збірної Коста-Рики з нагоди святкування 125-ої річниці Каталонської футбольної федерації, але участі в цій грі не взяв.
В червні 2025 року потрапив в заявку збірної до 21 року на молодіжний чемпіонат Європи в Словаччині. На турнірі провів лише один матч, в якому отримав травму та вибув зі змагань, а його команда дійшла до чвертьфіналу, де поступилась англійцям.

## Статистика виступів
Станом на 25 травня 2025 
| Клуб              | Сезон             | Чемпіонат             | Чемпіонат | Чемпіонат | Кубок | Кубок | Єврокубки | Єврокубки | Інші  | Інші | Всього | Всього |
| Клуб              | Сезон             | Дивізіон              | Матчі     | Голи      | Матчі | Голи  | Матчі     | Голи      | Матчі | Голи | Матчі  | Голи   |
| ----------------- | ----------------- | --------------------- | --------- | --------- | ----- | ----- | --------- | --------- | ----- | ---- | ------ | ------ |
| Корнелья          | 2020–21           | Сегунда Дивізіон Б    | 5         | 0         | 1     | 0     | —         | —         | —     | —    | 6      | 0      |
| Корнелья          | 2021–22           | Прімера Дивізіон RFEF | 16        | 0         | 1     | 0     | —         | —         | —     | —    | 17     | 0      |
| Корнелья          | 2022–23           | Прімера Федерасьйон   | 36        | 0         | 0     | 0     | —         | —         | —     | —    | 36     | 0      |
| Корнелья          | Всього            | Всього                | 57        | 0         | 2     | 0     | —         | —         | —     | —    | 59     | 0      |
| Барселона Б       | 2023–24           | Прімера Федерасьйон   | 37        | 0         | —     | —     | —         | —         | 4     | 0    | 41     | 0      |
| Барселона         | 2024–25           | Ла-Ліга               | 28        | 1         | 5     | 0     | 8         | 0         | 1     | 0    | 42     | 1      |
| Всього за кар'єру | Всього за кар'єру | Всього за кар'єру     | 122       | 1         | 7     | 0     | 8         | 0         | 5     | 0    | 142    | 1      |

1. ↑  Матчі в плей-оф Прімери Федерасьйон
2. ↑  Матчі в Лізі чемпіонів УЄФА
3. ↑  Матчі в Суперкубку Іспанії

## Досягнення
«Барселона»
- Чемпіон Іспанії: 2024–25[24]
- Володар Кубка Іспанії: 2024–25[25]
- Володар Суперкубка Іспанії: 2024[26]